# Lille Idas blomster (Der var engang...)
 Lille Idas blomster  er en tegnefilm i serien Der var engang... (eng. titel The Fairytaler), der blev udsendt i forbindelse med H.C. Andersens 200 års fødselsdag i 2005.

## Stemmer
| Rolle         | Danske stemmer     |
| H.C. Andersen | Henrik Koefoed     |
| Forvalter     | Asger Reher        |
| Ida           | Mathilde Hansen    |
| Kancelli      | Søren Spanning     |
| Niels         | Timm Mehrens       |
| Sofie         | Puk Scharbau       |
| Student       | Nicolaj Kopernikus |
| ------------- | ------------------ |

Bagom:
- Instruktør: Jørgen Lerdam
- Original musik af: Gregory Magee
- Hovedforfatter: Gareth Williams
- Manuskriptredaktører: Linda O' Sullivan, Cecilie Olrik
- Oversættelse: Jakob Eriksen
- Lydstudie: Nordisk Film Audio
- Stemmeinstruktør: Steffen Addington
- Animation produceret af: A. Film A/S
- Animationsstudie: Wang Film Production

En co-produktion mellem
Egmont Imagination, A. Film & Magma Film
I samarbejde med:
Super RTL & DR TV